# Aguacateco jezik
Aguacateco jezik (aguacatec, awakateko; ISO 639-3: agu), jezik Aguacatec Indijanaca kojim govori oko 18 000 ljudi (1998 SIL) na zapadu gvatemalskog departmana Huehuetenango.
Aguacateco pripada jezičnoj porodici maja užoj skupini ixilskih jezika. Piše se na latinici.

## Vanjske poveznice
- Ethnologue (14th)
- Ethnologue (15th)